# Red Norvo

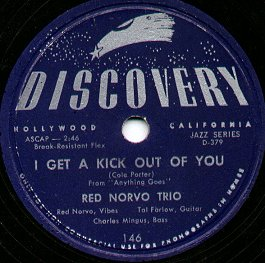
Płyta tria Reda Norvo z Talem Farlowem i Charlesem Mingusem

Red Norvo, właśc. Kenneth Norville, ps. „Mr Swing” (ur. 31 marca 1908 w Beardstown, zm. 6 kwietnia 1999 w Santa Monica) – amerykański muzyk jazzowy, wibrafonista, kompozytor i bandlider. Był pionierem wprowadzenia do instrumentarium jazzowego marimby, ksylofonu i wibrafonu.

## Życiorys
Urodził się w muzykalnej rodzinie jako Kenneth Norville. Jego ojcem był Joseph Oliver, matką zaś Clara Estelle „Stella” z d. Smith. Mając czternaście lat, zobaczył studenta grającego na marimbie w zespole lokalnego kinoteatru i postanowił spróbować swoich sił na tym polu. Sprzedał swojego kucyka i kupił ksylofon. Sam nauczył się na nim grać, słuchając w domu płyt popularnego wówczas ksylofonisty George’a Hamiltona Greena.
Po przeprowadzce do Chicago, w 1925 rozpoczął karierę muzyka w grupie The Collegians. Następnie grał w zespole marimbowym, akompaniującym przedstawieniom wodewilowym, oraz występował jako steper. Zmienił też nazwisko, gdy przekręcił je prowadzący orkiestrę Paul Ash. W 1932 został członkiem radiowego zespołu Paula Whitemana. W tym czasie, poza występami z Whitemanem, akompaniował wokalistce orkiestry Mildred Bailey. Od 1933 do 1942 byli małżeństwem i występowali jako „Mr i Mrs Swing”.
W pierwszej połowie lat 30. dokonał kilku nagrań, które zaprezentowały jego wirtuozerię i wyobraźnię muzyczną. W dwóch utworach – Dance of the Octopus i In a Mist – na klarnecie basowym (co było rzadkością), pięknie zagrał Benny Goodman. W 1935 założył The Red Norvo Swing Sextet, który w krótkim czasie przekształcił się w big-band. Dzięki aranżacjom Eddiego Sautera The Red Norvo Swing Orchestra miała (szczególnie w początkowym okresie istnienia) oryginalne brzmienie z zawsze słyszalnym ksylofonem lidera. Zespół cieszył się dużą popularnością. Miał długotrwałe angaże w nowojorskim hotelu Commodore i chicagowskiej restauracji Blackhawk, z której przeprowadzano ogólnokrajowe transmisje radiowe pn. „Live! From the Blackhawk!”. W 1944, m.in. idąc za przykładem Lionela Hamptona, zamienił ksylofon na bardziej dynamiczny wibrafon. W tym samym roku rozwiązał też orkiestrę i podjął pracę w sekstecie Benny’ego Goodmana. Niemal równocześnie sformował septet, z którym występował w nowojorskim klubie Famous Door, grając z powodzeniem jazz bliski rozpoczynającemu wówczas dominację stylowi bebop. W 1945 dla wytwórni Comet odbył sesję nagraniową z współtwórcami nowego nurtu – saksofonistą Charliem Parkerem i Dizzym Gillespiem. W następnym roku współpracował z The First Herd Woody’ego Hermana.
W 1949, chcąc znaleźć pracę bliżej domu (mieszkał już wtedy w Kalifornii) oraz mając kłopoty z utrzymaniem większych zespołów, powołał w Los Angeles trio o nowatorskim składzie:  wibrafon, gitara i kontrabas. Zespół – jak mawiał – grał jazz kameralny. Po odejściu pierwotnie zaangażowanych: gitarzysty Mundella Lowe’a i kontrabasisty Reda Kelly’ego, zaprosił do współpracy dwóch młodych muzyków, późniejsze sławy jazzu. Tal Farlow należał do najważniejszych gitarzystów swojego pokolenia, zaś kontrabasista, kompozytor i bandlider Charles Mingus został uznany przez krytyków i słuchaczy za jedną z największych postaci w historii jazzu. W 1951 Mignusa zastąpił Red Mitchell, a dwa lata później Farlowa – Jimmy Raney. Trio nagrało dwie płyty dla wytwórni Savoy.
W 1959, stojąc na czele kwintetu, w którym gościnnie występował Frank Sinatra, odbył duże tournée po Australii. W lat 60. zwolnił tempo pracy ze względu na przebytą w 1961 poważną operację słuchu. W końcu dekady powrócił do normalnej aktywności. Występował m.in. z formacją The Newport All-Stars pianisty George’a Weina. Pracował do 1986, kiedy to doznał udaru mózgu i musiał zaprzestać wszelkiej działalności.
W czasie kariery miał epizody filmowe. Najczęściej pojawiał się na ekranie jako on sam. Wystąpił w takich obrazach fabularnych, jak Hit Parade of 1947  (reż. Frank McDonald, 1947), Disc Jockey (reż. Will Jason, 1951), Karnawał w Teksasie (Texas Carnival, reż. Charles Walters, 1961), Screaming Mimi (reż.Gerd Oswald, 1958), Wojenna miłość (Kings Go Forth, reż. Delmer Daves, 1958) i Ryzykowna gra (reż. Lewis Milestone, 1960). Ponadto na przełomie lat 50. i 60. kilkakrotnie wystąpił ze swoim zespołem w telewizyjnym programie rozrywkowym „The Dinah Shore Chevy Show”.
Zmarł w domu opieki w Santa Monica. Miał 91 lat. Został pochowany na miejscowym cmentarzu Woodlawn. Pozostawił córkę – Portię, której matką była jego druga żona – Eva, siostra trębacza „Shorty’ego” Rogersa, zmarła w 1991.

## Wybrana twórczość

### Kompozycje
Blues in E-flat, Bughouse (wspolnie z Irvingem Millsem i Teddym Wilsonem), A Cigarette and a Silhouette, Congo Blues, Dance of the Octopus, Decca Stomp, Hole in the Wall, Knockin' on Wood, The Night is Blue, Seein’ Red, Tomboy, 1-2-3-4 Jump

### Dyskografia
- 1950 The Wilson–Norvo All Stars – Improvisations (Mercury)
- 1951 Red Norvo’s Fabulous Jam Session (Dial Records)
- 1953 Edmond Hall–Charlie Christian–Meade Lux Lewis–Red Norvo–Teddy Wilson – Memorable Sessions in Jazz (Blue Note)
- 1956
  - Red Norvo with Strings (Fantasy)
  - Move! – Red Norvo Trio with Tal Farlow & Charlie Mingus (Savoy)
  - Red Norvo – Vibe-Rations in Hi-Fi (Liberty Records)
  -  Midnight on Cloud 69 – George Shearing Quintet–Red Norvo Trio (Savoy)
  - Norvo... Naturally! (Rave Records) lub Pretty is the Only Way to Fly (Charlie Parker Records)
- 1957
  - Red Norvo – Music to Listen to Red Norvo by (Contemporary Records)
  - HI-FIve – Red Norvo Quintet (RCA)
  - Red Norvo – Ad Lib – Featuring Buddy Collette (Liberty)
  - Some of My Favorites – Red Norvo–Matt Dennis (RCA)
- 1958
  - Red Plays the Blues (RCA)
  - Windjammer City Style (Dot Records)
- 1969 Dinah Shore–The Red Norvo Quintet – Dinah Sings Some Blues with Red (Liberty)
- 1973 Rose Room (BYG Records)
- 1975 The Second Time Around – The Red Norvo Combo with Dave McKenna and Kenny Davern (Famous Door)
- 1977 Red In New York (Famous Door)
- 1979 Red & Ross – Red Norvo & Ross Tompkins – Recorded Live January 1979 (Concord Jazz)
- 1982 The Red Norvo Trios (Prestige) – 2 LP, kompilacja
- 1983 Just Frinds (Stash Records)
- 1987 Just A Mood – The Red Norvo Small Bands (Bluebird)
- 1998 Red Norvo – 1933–1944 (Giants of Jazz) – CD, kompilacja
- 1999 Red Norvo and His Orchestra – 1933-1936 (Classics)
- 2000
  - Red Norvo and His Orchestra – 1936–1937 (Classics)
  - Red Norvo And His Orchestra – 1937–1938 (Classics)
- 2001 Red Norvo and His Orchestra – 1938–1939 (Classics)
- 2002 Red Norvo and His Orchestra – 1939–1943 (Classics)
- 2003
  - Red Norvo and His Orchestra – 1943–1944 (Classics)
  - Vibes A La Red (Progressive Records)
- 2004 Red Norvo and His Orchestra – 1944–1945 (Classics)
- 2005 Red Norvo and His Orchestra – 1945–1947 (Classics)
- 2006 Red Norvo – 1950–1951 (Classics)

Zestawienie wg dat wydania płyt